# Itambaracá
Itambaracá är en kommun i Brasilien.   Den ligger i delstaten Paraná, i den södra delen av landet, 800 km söder om huvudstaden Brasília. Antalet invånare är 6 759.
Trakten runt Itambaracá består till största delen av jordbruksmark. Runt Itambaracá är det ganska tätbefolkat, med 90 invånare per kvadratkilometer.